# Коваленко, Александр Власович
Алекса́ндр Вла́сович Ковале́нко (12 ноября (25 ноября) 1909,  с. Николаевка, Кобелякский уезд, Полтавская губерния, Российская империя — 2 ноября 1987, Москва, СССР) — советский государственный и партийный деятель. Дважды Герой Социалистического Труда (1948, 1976). Первый секретарь Белгородского (1960—1964) и Оренбургского (1964—1980) областных комитетов КПСС. Председатель Государственного комитета СССР по материальным резервам (1980—1986).

## Биография
Родился в селе Николаевка Кобелякского уезда Полтавской губернии Российской империи (ныне посёлок Светловщина Новосанжарского района Полтавской области Украины). Родители были крестьянами-бедняками.

### Начало работы. Военная служба
Окончив начальную школу, в 12 лет начал трудиться, работая пастухом по найму. В 15 лет вступил в комсомол, был активистом, вожаком сельской молодежи. В начале коллективизации стал трактористом, затем бригадиром тракторной бригады в Лозовском районе Харьковской области. В 1920-х — 1930-х годах был сельским корреспондентом районных газет.
Член ВКП(б) с 1931 года.
В 1932—1934 годах служил на Черноморском флоте, был секретарём бюро комсомола крейсера «Красный Кавказ». В 1933 году участвовал в Средиземноморском походе этого крейсера, побывал в Турции, Греции и Италии.

### Харьковская область
Завершив военную службу, поступил в 1934 году в Харьковский сельскохозяйственный коммунистический университет им. Артёма, после окончания которого в 1937 году был направлен на работу директором Ново-Водолажской машинно-тракторной станции в Харьковской области. В 1939 году был избран председателем исполнительного комитета Ново-Водолажского районного совета, а в 1941 году — первым секретарем районного комитета КПСС.
В период Великой Отечественной войны работал секретарем подпольного райкома партии, активно участвовал в партизанском движении. Был дважды награждён орденом Красной Звезды — за военные заслуги и за восстановление народного хозяйства Харьковщины.
В послевоенные годы продолжал работать в Харьковской области Украинской ССР: первым секретарем Ново-Водолажского, затем Волчанского и Чугуевского райкомов партии. За перевыполнение плана сбора урожая сахарной свёклы по Волчанскому району удостоен 7 мая 1948 года звания Героя Социалистического Труда.

### Белгородская область
В 1954 году был направлен на работу во вновь образованную в РСФСР Белгородскую область заведующим сельскохозяйственным отделом областного комитета КПСС. В 1955—1956 годах — первый заместителем председателя, в 1958—1960 годах — председатель исполнительного комитета Белгородского областного Совета народных депутатов трудящихся .
В 1956—1957 годах учился на Курсах переподготовки руководящих партийных и советских кадров при ЦК КПСС.
В 1959 году участвовал в организации строительства горнорудных предприятий на месторождениях Курской магнитной аномалии, перенеся на полгода свой кабинет прямо на ударную стройку, пока не был отправлен первый состав с железной рудой.
В 1960—1964 годах — первый секретарь Белгородского областного комитета КПСС.

«На отца [на Н. С. Хрущёва] лучшее впечатление произвёл Орловский секретарь Николай Фёдорович Игнатов и Белгородский Александр Власович Коваленко, последний — „человек понимающий, уверенный в своих силах, вызывающий доверие“».
— С. Хрущёв. Никита Хрущёв. Реформатор : Трилогия об отце

### Оренбургская область
В 1964—1980 годах — первый секретарь Оренбургского областного комитета КПСС. Как специалист в области сельского хозяйства, он уделял особое внимание аграрному сектору Оренбуржья. За время его руководства производственные фонды в сельском хозяйстве области выросли к 1980 году в три раза. Удвоилось производство мяса, молока и шерсти. В 1971—1974 годах были введены в эксплуатацию Гайская, Орская и Оренбургская птицефабрики на 200—220 тысяч кур-несушек каждая. В последующем их число достигло пяти. Эти фабрики полностью обеспечивали население области яйцом и мясом птицы. Было создано 50 объединений по откорму крупного рогатого скота. Область стала важнейшей житницей СССР, производя ежегодно по пять, а в 1968, 1976 и 1978 гг. — по шесть млн. тонн высококачественной пшеницы. В 1968 году за достижения в сельском хозяйстве Оренбургская область была награждена вторым орденом Ленина.
В период руководства А. В. Коваленко в Оренбургской области широко развивалось промышленное производство, в частности, были введены в действие:
- 1969 г. — четвёртая домна Орско-Халиловского металлургического комбината,
- 1969 г. — Орский завод тракторных прицепов — крупнейшее в стране предприятие по производству большегрузного прицепов[12],
- 1971 г. — Оренбургское газоконденсатное месторождение,
- 1972 г. — Оренбургский комбинат шёлковых тканей[13],
- 1973 г. — Оренбургский газоперерабатывающий завод — крупнейший в мире газохимический комплекс,
- 1973 г. — Орская кондитерская фабрика[14],
- 1975 г. — Ириклинская ГРЭС,
- 1979 г. — Киембаевский асбестовый комбинат (Ясный)[15],
- 1979 г. — экспортный газопровод «Союз» (Оренбург—Западная граница СССР),
- 1979—1982 гг.— Оренбургский завод комплектных распределительных устройств (ныне завод «Инвертор»)[16].

Производство природного газа в области возросло в 22 раза.
Начали работу новые подразделения на Орско-Халиловском металлургическом комбинате: мартеновские печи, две коксовые батареи, прокатные станы и электросталеплавильный цех. В области интенсивно велось строительство жилья, больниц, школ, домов культуры, спортивных комплексов.
Благодаря усилиям первого секретаря обкома в 1971 году был открыт Оренбургский политехнический институт, первоначально нацеленный на подготовку технических специалистов, требующихся Оренбургской области. Вскоре институт стал ведущим вузом области, а со временем перерос в многопрофильный классический университет.
Выдвигал и поддерживал молодые, талантливые кадры. Он дал путёвку в большую жизнь В. С. Черномырдину, А. А. Чернышеву, Р. И. Вяхиреву, А. Х. Заверюхе, В. П. Поляничко и другим.
За успехи, достигнутые во Всесоюзном социалистическом соревновании, и проявленную при этом трудовую доблесть награждён 6 октября 1976 г. второй золотой медалью «Серп и Молот». А. В. Коваленко — единственный дважды Герой Социалистического Труда среди первых секретарей обкомов КПСС.

### Москва

Могила А. В. Коваленко на Новодевичьем кладбище Москвы

В 1980—1986 гг. — председатель Государственного комитета СССР по материальным резервам. В этот период побывал с официальным визитом на Кубе.
Член ЦК КПСС в (1961—1986). Делегат XXI—XXVI съездов КПСС. Депутат Совета Союза Верховного Совета СССР 6—11 созывов (1962—86) от Оренбургской области. Член Президиума Верховного Совета РСФСР.
С 1986 года — персональный пенсионер союзного значения.
Похоронен на Новодевичьем кладбище (участок 10).

## Семья
Жена — Евдокия Фёдоровна (1911—1994). Состояли в браке с 1930 года.
Дочери: Валентина (р. 1931), Нина (р. 1938)

## Награды и звания
- дважды Герой Социалистического Труда (7.05.1948; 06.10.1976)
- Шесть орденов Ленина (07.05.1948; 29.11.1968; 24.11.1969; 14.02.1975; 06.10.1976; 23.11.1979)
- Орден Октябрьской Революции (09.09.1971)
- Орден Отечественной войны 1-й степени (11.03.1985)
- Три ордена Трудового Красного Знамени (11.03.1958; 25.11.1959; 22.03.1966)
- Орден Дружбы народов (23.11.1984)
- Два ордена Красной Звезды (28.08.1944; 02.05.1945)
- Медаль «За трудовую доблесть» (25.12.1959)
- медаль «Партизану Отечественной войны» 1-й степени (22.02.1944)
- «За доблестный труд. В ознаменование 100-летия со дня рождения В. И. Ленина»
- «За победу над Германией в Великой Отечественной войне 1941—1945 гг.»
- «20 лет Победы в Великой Отечественной войне 1941—1945 гг.»
- «30 лет Победы в Великой Отечественной войне 1941—1945 гг.»
- «40 лет Победы в Великой Отечественной войне 1941—1945 гг.»
- «За доблестный труд в Великой Отечественной войне 1941—1945 гг.»
- «Ветеран труда»
- «За освоение целинных земель»
- «50 лет Вооружённых Сил СССР»
- «60 лет Вооружённых Сил СССР»
- Медали Всесоюзной сельскохозяйственной выставки — ВСХВ и Выставки достижений народного хозяйства СССР — ВДНХ.
- Почётный гражданин Оренбурга (1999)[23]

## Память

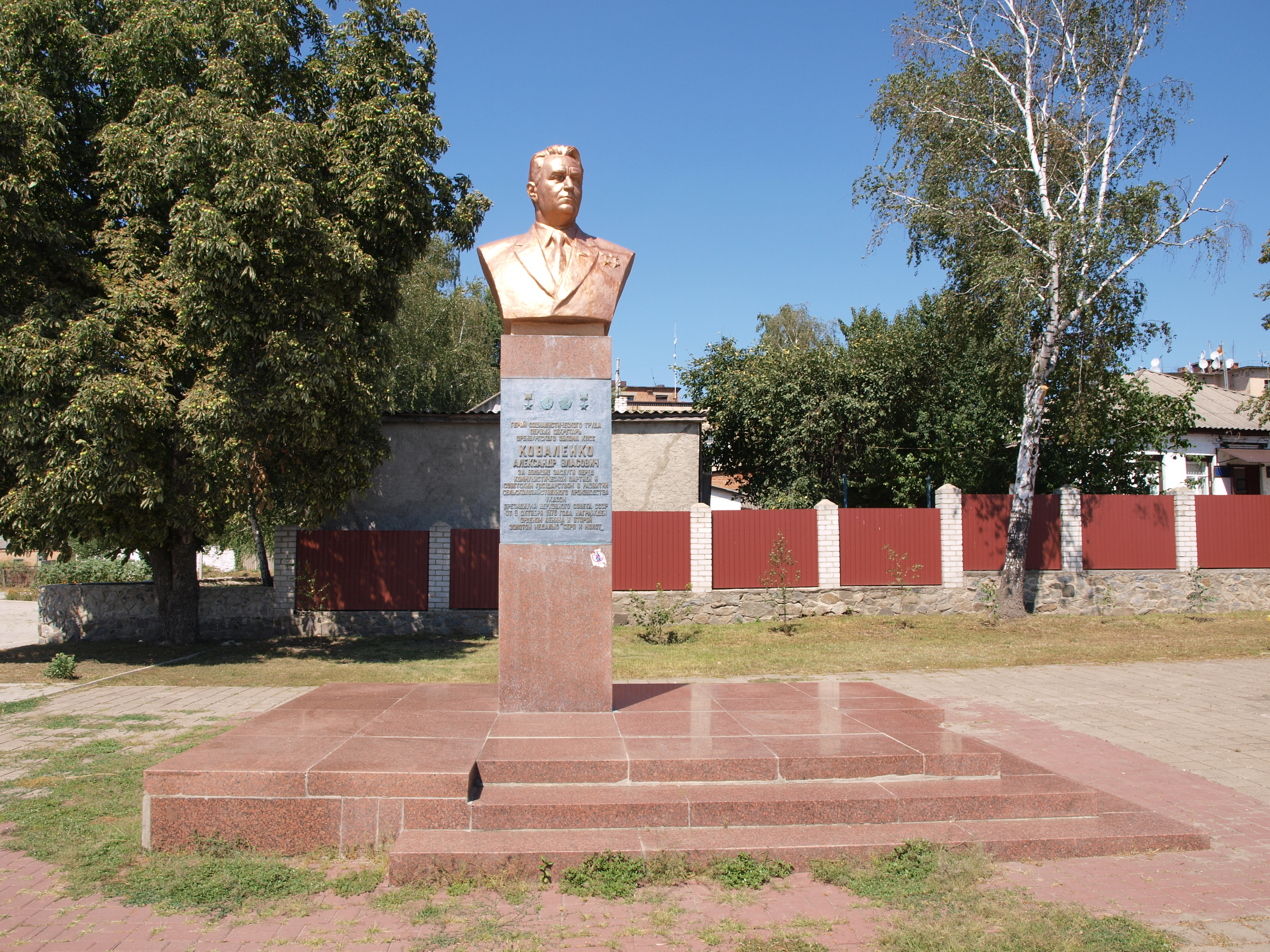
Бюст А. В. Коваленко в Новых Санжарах (Полтавская область, Украина)

Бронзовый бюст дважды Героя Социалистического Труда А. В. Коваленко установлен в соответствии с Положением о звании Героя Социалистического Труда на его родине в посёлке Новые Санжары Полтавской области Украины 18 октября 1977 года.
В Оренбурге есть улица Александра Коваленко (бывшая Студенческая).
Мемориальная доска установлена в Оренбурге на доме, где жил А. В. Коваленко.
Портрет А. В. Коваленко — один из семи портретов, составляющих «Галерею губернаторов», открытую в 2004 году в фойе 3-го этажа Администрации Белгородской области (работа члена Союза художников России Станислава Далиновского).
В 1999 г. к 90-летию со дня рождения А. В. Коваленко издана книга «Из поколения непобежденных» (Оренбург, 1999), в которой собраны воспоминания, архивные материалы, фотографии о его жизни.
В 2009 г. отмечалось 100-летие со дня рождения А. В. Коваленко. Торжественное собрание общественности Оренбурга и области, посвященное этой годовщине, состоялось в областном драматическом театре имени Горького. В 2009—2010 гг. в Оренбурге проходила выставка архивных документов «На ответственном посту». Памятная медаль «Коваленко Александр Власович. К 100-летию со дня рождения» была выпущена Общественной Палатой Оренбургской области. Была опубликована книга — литературная версия биографии А. В. Коваленко.

## Печатные труды[36]
- Коваленко А. В. За высокий урожай кукурузы. — Белгород: [Белгородск.] кн. изд-во, 1959. — 27 с.
- Коваленко А. В. Главное — в организаторской работе (Навстречу XXII съезду КПСС). — Белгород: [Белгородск.] кн. изд-во, 1961. — 67 с.
- Коваленко А. В. Хлеб Оренбуржья. — Челябинск: Юж.-Урал. кн. изд-во, 1971. — 86 с.
- Коваленко А. В. Ключевая проблема сельского хозяйства (Б-чка сельского профсоюзного активиста; 1). — [М.]: Профиздат, 1971. — 64 с.
- Коваленко А. В. Степное золото. — М.: Сов. Россия, 1973. — 176 с.
- Коваленко А. В. Боевая программа действий (К итогам октябрьского (1976 г.) Пленума ЦК КПСС). — Оренбург: изд. Оренб. обкома КПСС, 1976. — 31 с.
- Коваленко А. В. Годы созидания. — Челябинск: Юж.-Урал. кн. изд-во, 1976. — 152 с.
- Коваленко А. В. Гвардии земледельцы : записки секретаря обкома партии. — М.: Политиздат, 1980. — 288 с.
- Коваленко А. В. Служить народу (Герои войны и труда — юным патриотам). — М.: Изд-во ДОСААФ, 1982. — 79 с.